# Noël interdit
Singles de Johnny Hallyday
Le Feu
(1973) Prends ma vie
(1974)
Noël interdit est une chanson de Johnny Hallyday. Elle est sortie en single fin 1973.

## Développement et composition
La chanson a été écrite par Michel Mallory et Johnny Hallyday et produite par Jean Renard.

## Performance commerciale
Le titre a été classé numéro un des ventes de singles en France pendant une semaine (en décembre 1973).

## Liste des pistes
Single 7" / 45 tours Philips JF 6009 419 (1973, France)
Face 1. Noël interdit
Face 2. Fou d'amour

## Réception
Le titre se classe n°1 des ventes en France durant 3 semaines en décembre et s’écoule à plus de 500 000 exemplaires.

### Classements hebdomadaires
| Classement (1973) | Meilleure position |
| ----------------- | ------------------ |
| France            | 1                  |

## Reprises
Noël interdit est repris en 2000, par Lââm, sur l'album caritatif Noël ensemble.
La chanson est reprise, en 2006, par Les Enfants de l'Accordéon sur son album de Noël Les Enfants de l'Accordéon jouent et chantent Noël.